# Universidad Peruana de Las Américas
La Universidad Peruana de Las Américas es una universidad privada con sede en Lima, Perú. Inició sus actividades el 10 de octubre de 2002. El 20 de marzo de 2009, recibió la autorización de funcionamiento mediante la Resolución n.º 100-2009-ANR-CONAFU que le otorgó la plena autonomía universitaria. El 3 de enero de 2020, la Superintendencia Nacional de Educación Superior Universitaria (Sunedu) le denegó la licencia institucional.

## Historia
En octubre de 2002, la fundadora, Lastenia Fernández Pérez, suscribió la minuta fundacional, la constitución social y el estatuto de la Universidad Peruana de Las Américas. El 20 de marzo de 2009, se llevó a cabo la entrega de la autorización de funcionamiento por parte de la Asamblea Nacional de Rectores, mediante la Resolución n.º 100-2009-CONAFU, y al mismo tiempo se reconoce como primer rector a Luis Hurtado Valencia.
El 3 de enero de 2020, la Superintendencia Nacional de Educación Superior Universitaria (Sunedu) le denegó la licencia institucional pues no pudo demostrar el cumplimiento de las condiciones básicas de calidad establecidas en la Ley Universitaria.
En mayo de 2020, la Sunedu amplió a cinco años (tres años adicionales) el plazo para el cese de las actividades académicas de todas las universidades con licencia denegada, debido a la pandemia de COVID-19. Sin embargo, durante este período dicha casa de estudios no podrá realizar procesos de admisión.

## Áreas académicas

### Pregrado
| Facultad                                 | Programas académicos |
| ---------------------------------------- | --- |
| Ingeniería                               | - Ingeniería de Computación y Sistemas - Ingeniería Industrial                                                                                   |
| Ciencias Empresariales                   | - Administración de Servicios Turísticos - Administración y Gestión de Empresas - Contabilidad y Finanzas - Marketing y Negocios Internacionales |
| Ciencias de la Comunicación y Psicología | - Ciencias de la Comunicación - Psicología |
| Derecho                                  | - Derecho |